# Георг Вильгельм (князь Легницкий)
Георг Вильгельм  (нем. Georg Wilhelm, пол. Jerzy Wilhelm, 29 сентября 1660—21 ноября 1675) — сын Кристиана Бжегского, последний князь Бжегский и Легницкий в Силезии с 1672 года до своей смерти. Последний представитель мужской линии Пястов в Силезии.

## Биография
Георг Вильгельм или по-польски Ежи Вильгельм был старшим и единственным выжившим сыном князя Кристиана Легница-Бжегского (1618—1672) и его супруги Луизы Ангальт-Дессауской (1631—1680), дочери Иоганна Казимира Ангальт-Дессауского из династии Асканиев. У него было две родных сестры и брат:
- Каролина (1652—1707), сочеталась браком с герцогом Фридрихом Шлезвиг-Гольштейнским в 1672 году;
- Луиза (1657—1660);
- Кристиан Людвиг (1664—1664).

Как единственный оставшийся в живых сын, Георг Вильгельм был единственным наследником своего отца. Князь Кристиан провел много лет в изгнании в Польше и в Пруссии во время Тридцатилетней войны, после того как дед Георга Вильгельма князь Иоганн Кристиан Бжегский впал в немилость к императору Фердинанду II Габсбургу.
После отречения польского короля Яна II Казимира Вазы, князь Кристиан выдвинул свою кандидатуру на польский трон и для того, чтобы завоевать любовь и поддержку старой знати, он первоначально хотел дать новорожденному сыну старопольское имя, принятое у династии Пястов, например Мешко или Болеслав, однако кальвинистское духовенство его княжества выступило против этого, утверждая, что принятие такого имени будет свидетельствовать о возвращении к язычеству. Князь однако проследил, чтобы его сын носил польскую одежду и говорил по-польски.
Смерть его дядей Георга III Бжегского (1611—1664) и Людвига IV Легницкого (1616—1663) сделала его наследником после своего отца всех земель Легницкого и Бжегского княжеств, которые не соединялись в одних руках уже много лет. В связи с этим, с ранних лет отец попытался дать Георгу Вильгельму тщательное образование. Он отлично говорил на немецком, французском языках и латыни, неплохо владел итальянским, испанским и польским языками, ему преподавали теологию, философию и риторику.
Когда его отец умер в 1672 году, двенадцатилетний Георг Вильгельм наследовал ему как князь Легницы и Бжега, во время его несовершеннолетия регентство принадлежало его матери, вдовствующей княгине Луизе, которая получила в собственное владение города Волув и Олаву как вдовью долю. Опасаясь претензий на княжество императора Леопольда I, князь Кристиан в своем завещании официально отдал сына под опеку его дяди по матери Иоанна Георга II, князя Ангальт-Дессау, и курфюрста Фридриха Вильгельма Бранденбургского. За день до смерти Кристиана Луиза отправила сына учиться в университет Виадрина во Франкфурте-на-Одере. Регентство вдовствующей княгини столкнулось с оппозицией протестантского населения Легницко-Бжегского княжества из-за её открытой поддержки католической веры; разразился крупный скандал, когда сестра молодого князя Каролина тайно вышла замуж за Фридриха, члена католической семьи Шлезвиг-Гольштейн.
Бранденбургский курфюрст тем временем достиг соглашения с императором, и в 1673 году Георг Вильгельм вернулся в Бжег, где ему присягнули представители сословий. 14 марта 1675 года молодой князь смог вступить во владение своими землями, после чего он отправился к императорскому двору в Вене для принесения торжественной вассальной присяги Леопольду I, который подтвердил его совершеннолетие и наследование земель его отца. Сразу же после начала самостоятельного правления  Георга Вильгельма княгиня Луиза была вынуждена отказаться от Волува. Правление Георга Вильгельма, от которого так много ожидали, было прервано внезапной смертью князя от оспы 21 ноября 1675 года.